# نورث بلينفيلد (نيوجيرسي)
نورث بلينفيلد (بالإنجليزية: North Plainfield borough, New Jersey)‏ هي منطقة سكنية تقع بولاية نيوجيرسي في الولايات المتحدة. تبلغ مساحتها 7.31 كم2، وترتفع عن سطح البحر 21.945600000000002 م، بلغ عدد سكانها 21,936 نسمة في عام 2010 حسب إحصاء مكتب تعداد الولايات المتحدة وتصل الكثافة السكانية فيها 3,000.8 نسمة لكل كيلومتر مربع (7,772.0/ميل2).

## التركيبة السكانية
حدّد مكتب تعداد الولايات المتحدة بيانات التركيبة السكانية لنورث بلينفيلد في تعداد الولايات المتحدة. في ما يلي، التركيبة السكانية حسب تعدادي 2000 و2010.

### تعداد عام 2000
بلغ عدد سكان نورث بلينفيلد 21,103 نسمة بحسب تعداد عام 2000، وبلغ عدد الأسر 7,202 أسرة وعدد العائلات 5,086 عائلة مقيمة في المنطقة السكنية. في حين سجلت الكثافة السكانية 2,886.9 نسمة لكل كيلومتر مربع (7,477.0/ميل2). وبلغ عدد الوحدات السكنية 7,393 وحدة بمتوسط كثافة قدره 1,011.4 لكل كيلومتر مربع (2,619.5/ميل2).
وتوزع التركيب العرقي للمنطقة السكنية بنسبة 63.06% من البيض و13.38% من الأمريكيين الأفارقة و0.28% من الأمريكيين الأصليين و5.04% من الأمريكيين ذوي الأصول الآسيوية و0.08% من سكان جزر المحيط الهادئ و13.68% من الأعراق الأخرى و4.48% من عرقين مختلطين أو أكثر و32.77% من الهسبانيون أو اللاتينيون من أي عرق.
بلغ عدد الأسر 7,202 أسرة كانت نسبة 40.3% منها لديها أطفال تحت سن الثامنة عشر تعيش معهم، وبلغت نسبة الأزواج القاطنين مع بعضهم البعض 52.7% من أصل المجموع الكلي للأسر، ونسبة 11.8% من الأسر كان لديها معيلات من الإناث دون وجود شريك، بينما كانت نسبة 6.1% من الأسر لديها معيلون من الذكور دون وجود شريكة وكانت نسبة 29.4% من غير العائلات. تألفت نسبة 23.2% من أصل جميع الأسر من عدة أفراد يعيشون في نفس المنزل ونسبة 7% كانت تتألف من شخص يعيش بمفرده يبلغ من العمر 65 عاماً أو أكثر. وبلغ متوسط حجم الأسرة المعيشية 2.90، أما متوسط حجم العائلات فبلغ 3.40.
بلغ العمر الوسطي للسكان 33.7 عاماً. وكانت نسبة 25.7% من القاطنين تحت سن الثامنة عشر، وكانت نسبة 8.7% بين الثامنة عشر والرابعة والعشرين عاماً، ونسبة 36.5% كانت واقعةً في الفئة العمرية ما بين الخامسة والعشرين والرابعة والأربعين عاماً، ونسبة 19.5% كانت ما بين الخامسة والأربعين والرابعة والستين، ونسبة 8.8% كانت ضمن فئة الخامسة والستين عاماً فما فوق. يوجد لكل 100 أنثى 98.8 ذكر، ويوجد لكل 100 أنثى في الثامنة عشر من عمرها فما فوق 98.7 ذكر.
بلغ متوسط دخل الأسرة في المنطقة السكنية 55,322 دولارًا، أما متوسط دخل العائلة فبلغ 62,875 دولارًا. وكان متوسط دخل الذكور 39,662 دولارًا مقابل 30,816 دولارًا للإناث. وسجل دخل الفرد الخاص بالمنطقة السكنية 22,791 دولارًا. وكانت نسبة 4.4% من العائلات ونسبة 6.4% من السكان تحت خط الفقر، وكان من هؤلاء نسبة 6.7% تحت سن الثامنة عشر ونسبة 10.4% في الخامسة والستين من العمر وما فوق.

### تعداد عام 2010
بلغ عدد سكان نورث بلينفيلد 21,936 نسمة بحسب تعداد عام 2010، وبلغ عدد الأسر 7,448 أسرة وعدد العائلات 5,265 عائلة مقيمة في المنطقة السكنية. في حين سجلت الكثافة السكانية 3,000.8 نسمة لكل كيلومتر مربع (7,772.0/ميل2). وبلغ عدد الوحدات السكنية 7,848 وحدة بمتوسط كثافة قدره 1,073.6 لكل كيلومتر مربع (2,780.6/ميل2).
وتوزع التركيب العرقي للمنطقة السكنية بنسبة 55.01% من البيض و18.85% من الأمريكيين الأفارقة و0.29% من الأمريكيين الأصليين و5.81% من الأمريكيين ذوي الأصول الآسيوية و0.05% من سكان جزر المحيط الهادئ و16% من الأعراق الأخرى و3.99% من عرقين مختلطين أو أكثر و44.21% من الهسبانيون أو اللاتينيون من أي عرق.
بلغ عدد الأسر 7,448 أسرة كانت نسبة 40% منها لديها أطفال تحت سن الثامنة عشر تعيش معهم، وبلغت نسبة الأزواج القاطنين مع بعضهم البعض 48.3% من أصل المجموع الكلي للأسر، ونسبة 15% من الأسر كان لديها معيلات من الإناث دون وجود شريك، بينما كانت نسبة 7.3% من الأسر لديها معيلون من الذكور دون وجود شريكة وكانت نسبة 29.3% من غير العائلات. تألفت نسبة 22.8% من أصل جميع الأسر من عدة أفراد يعيشون في نفس المنزل ونسبة 6.1% كانت تتألف من شخص يعيش بمفرده يبلغ من العمر 65 عاماً أو أكثر. وبلغ متوسط حجم الأسرة المعيشية 2.94، أما متوسط حجم العائلات فبلغ 3.40.
بلغ العمر الوسطي للسكان 35.1 عاماً. وكانت نسبة 24.5% من القاطنين تحت سن الثامنة عشر، وكانت نسبة 8.9% بين الثامنة عشر والرابعة والعشرين عاماً، ونسبة 33% كانت واقعةً في الفئة العمرية ما بين الخامسة والعشرين والرابعة والأربعين عاماً، ونسبة 25.2% كانت ما بين الخامسة والأربعين والرابعة والستين، ونسبة 8.4% كانت ضمن فئة الخامسة والستين عاماً فما فوق. وتوزع التركيب الجنسي للسكان بنسبة 50.2% ذكور و49.8% إناث.

## وصلات خارجية
- الموقع الرسمي